# Ancient Domains of Mystery
Ancient Domains of Mystery, fork. ADOM, er et "roguelike"-computerspil altså ASCII-grafik til mange forskellige platforme og arkitekture.
Spilet foregår i en Tolkien-agtig verden, med elver og trolde og orker og dværge og så videre.
Der er 10 racer og 20 karaktere klasser i spillet og man kan vælge mellem mand og kvinde i alle racerne. I alt giver det 200 forskellige kombinationer.
| computerspil | Spire Denne computerspilsrelaterede artikel er en spire som bør udbygges. Du er velkommen til at hjælpe Wikipedia ved at udvide den. |